# Hagryf
Hagryf (Hagryphus giganteus) – teropod z rodziny cenagnatów (Caenagnathidae).
Żył w epoce późnej kredy (ok. 76-71 mln lat temu) na terenach Ameryki Północnej. Długość ciała ok. 3 m, wysokość ok. 1,4 m, masa ok. 50 kg. Jego szczątki znaleziono w USA (w stanie Utah).